# Сабличево
Сабличево (мар. Савлич почиҥга) — деревня в Новоторъяльском районе Республики Марий Эл. Входит в состав Староторъяльского сельского поселения.

## География
Находится в северо-восточной части республики Марий Эл на расстоянии приблизительно 11 км по прямой на юг-юго-восток от районного центра посёлка Новый Торъял.

## История
Упоминается с 1764 года как Окашьяш. Основателем поселения считается выходец из деревни Максакродо Савелий (Савлий). В 1884 году в 7 домах проживали 44 человека, в том числе 6 русских. К 1905 году количество жителей выросло до 47 человек в 7 дворах. В 1 1970 году в деревне проживали 104 человека. В 2002 году осталось 11 жилых домов. В советское время работали колхозы «Сабличево» и «Прогресс».

## Население
Население составляло 22 человека (мари 100 %) в 2002 году, 17 в 2010.